# Ed Kasid
Edward John Kasid, detto Ed (Minneapolis, 13 agosto 1923 – Minneapolis, 3 novembre 1989), è stato un cestista statunitense, professionista nella BAA.